# Kościół Panny Marii Nieustającej Pomocy w Pradze
Kościół Panny Marii Nieustającej Pomocy, zwany też św. Kajetana – kościół rzymskokatolicki, znajduje się Pradze przy ulicy Nerudova na Małej Stranie. 

Wnętrze świątyni

Kamień węgielny pod budowę barokowego kościoła i klasztoru teatynów położono w 1691. Kościół wybudowano według projektu Jeana-Baptisty Matheya oraz Jana Błażeja Santini-Aichela, a jego konsekracja miała miejsce w 1717. W 1789 cesarz Józef II Habsburg skasował zgromadzenie zakonne, sam zaś kościół w 1869 przejęli redemptoryści, którzy zmienili jego wezwanie na współczesne. 
Na przełomie XX i XXI wieku kościół został wystawiony na sprzedaż. Na skutek protestów społecznych archidiecezja praska wycofała się jednak z tego zamiaru.